# O Tic-Tac do Meu Coração
O Tic-Tac do Meu Coração é um samba composto por Alcyr Pires Vermelho e Valfrido Silva, gravado por Carmen Miranda e Benedito Lacerda em 7 de agosto de 1935. Sete anos após essa gravação, Carmen apresentou a música ao público americano no filme Minha Secretária Brasileira (1942).
Foi a 6ª canção interpretada por Carmen Miranda mais tocada de julho de 2010 a março de 2015, segundo levantamento inédito feito pelo ECAD.

## Versões
A canção foi regravado em 1967 por Nara Leão e, décadas depois, por Ney Matogrosso. 
Em fevereiro de 2022, a música foi lançada pela cantora Gaby Amarantos, para ser tema de abertura da novela da TV Globo, Além da Ilusão.